# Тис ягідний (Надвірнянський район, Білоославське лісництво)
Тис ягідний — ботанічна пам'ятка природи місцевого значення. Об'єкт розташований на території Надвінянського району Івано-Франківської області, Білоославське лісництво, квартал 24, виділ 1.
Площа — 0,0400 га, статус отриманий у 1972 році.